# Ketting-schepje
Het ketting-schepje (Philine catena) is een slakkensoort uit de familie van de Philinidae. De wetenschappelijke naam van de soort werd in 1803 voor het eerst geldig gepubliceerd door George Montagu.

## Beschrijving
Ketting-schepjes zijn witte, ongeveer 5 mm kleine slakkjes met een dunne, transparante schelp die geheel onder de mantel verborgen zit. De schelp bestaat uit spiraalvormige rijen van regelmatige inkepingen, kettingvormig aan elkaar gekoppeld, ongeveer 10 rijen per mm. Het lichaam van een ketting-schepje kan een totale lengte van 7 mm bereiken, is crème of lichtbruin van kleur met kleine stipjes van donkerbruin, oranje en wit. Hierbij is het donkerbruine alleen op het dorsale oppervlak aanwezig. De algehele vorm is langwerpig en slank. Het natuurlijke dieet is niet bekend, maar het is bekend dat deze slakkensoort zelf wordt gegeten door platvissen.

## Verspreiding
Het verspreidingsgebied van ketting-schepjes strekt zich uit van de Lofoten, via de Atlantische kust van Groot-Brittannië, Frankrijk en het Iberisch Schiereiland, tot aan de Canarische Eilanden en de Middellandse Zee. In de Noordzee wordt deze soort bijna uitsluitend aangetroffen in het gebied van de Oestergronden.